# Cotechino delle Grazie di Curtatone
Il cotechino (cotechina) delle Grazie di Curtatone è un tipo d'insaccato consumato cotto.

## Zona di produzione
Il cotechino delle Grazie è un prodotto tipico della tradizione mantovana, con particolare riferimento alla zona di produzione geograficamente individuata dal Comune di Curtatone, in provincia di Mantova.

## Ingredienti
Nel luogo di produzione tradizionale si impiegano le carni ottenute dalle razze di suini allevati nella Pianura Padana. Viene insaccato dentro a budelli rigorosamente naturali con legatura a spago.

## Certificazioni e riconoscimenti
Il salame nostrano tipico di Castiglione delle Stiviere ha acquisito lo stato di "De.C.O." (Denominazione comunale d'origine).

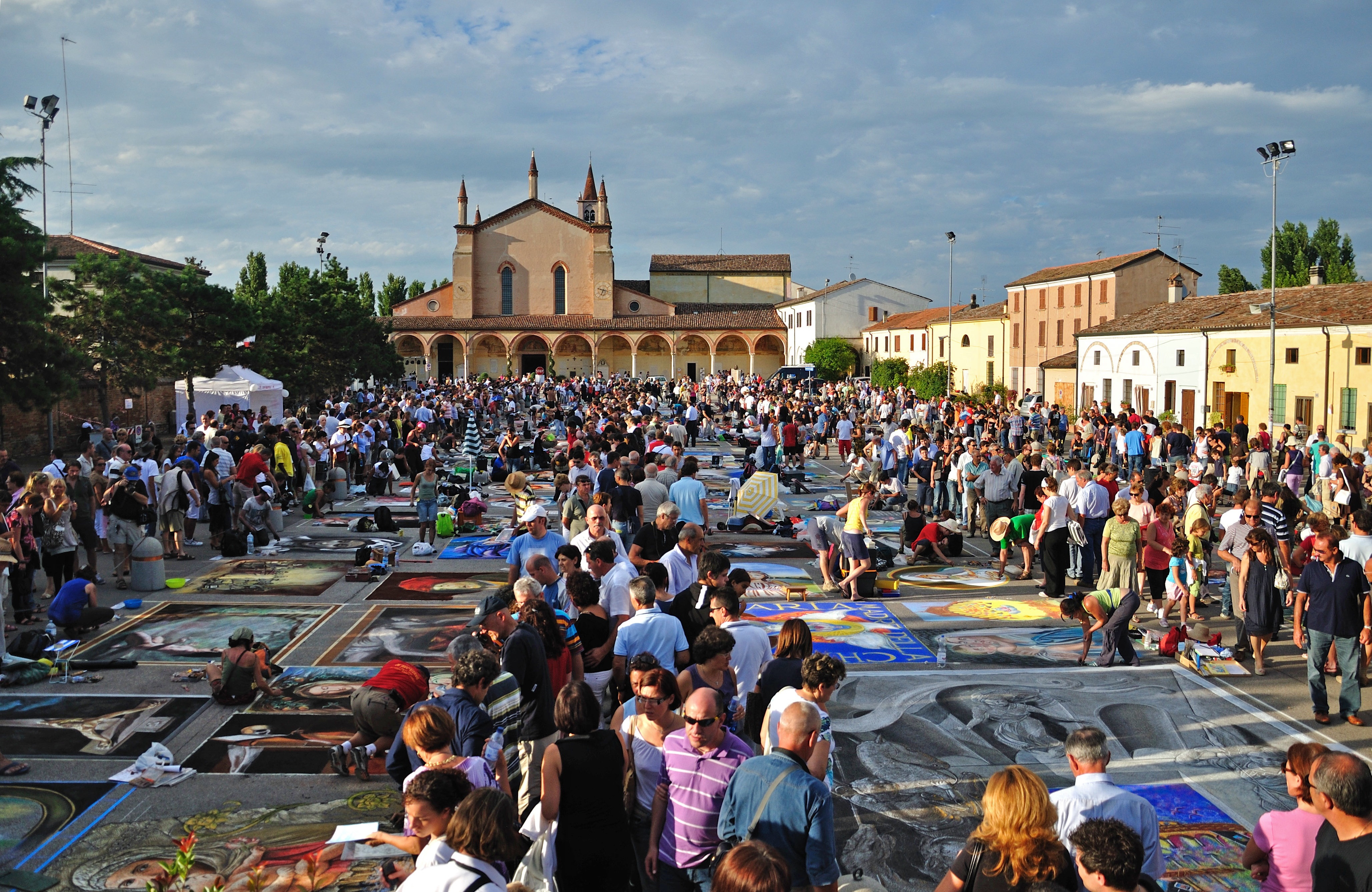
Madonnari a Grazie durante l'antica Fiera.

## Tradizione
Durante l'antichissima Fiera delle Grazie, istituita l'11 agosto 1425, che si svolge il 15 di agosto davanti al Santuario della Beata Vergine, è tradizione consumare tonnellate di cotechino, servito con il pane fresco tipo rosetta e annaffiato con lambrusco.